# 전주용덕초등학교
전주용덕초등학교는 대한민국 전북특별자치도 전주시 덕진구에 있는 초등학교다. 교명은 용정동(龍亭洞)과 성덕동(聖德洞)에서 각각 한 자씩 따왔다.

## 학교 연혁
- 1948년 11월 26일 학교설립 인가
- 1949년 10월 2일 용덕국민학교 개교(5학급 편성)
- 1987년 1월 1일 전주시 편입(전주용덕국민학교)
- 1996년 3월 1일 전주용덕초등학교 개명
- 1999년 9월 1일 전주도강초등학교(도덕동·도도동·강흥동) 본교로 통합
- 2015년 2월 13일 제 63회 졸업(총 5,163명)
- 2015년 3월 1일 제22대 강석규 교장 부임
- 2015년 3월 1일 초등학교 6학급, 유치원 1학급 편성